# مسابقه آواز یوروویژن ۱۹۶۶
مسابقه آواز یوروویژن ۱۹۶۶ ۱۱مین دوره از مسابقات آواز یوروویژن بود که در Villa Louvigny، لوکزامبورگ، لوکزامبورگ برگزار شد. برنده آن کشور اتریش بود. 